# Vestre Toten
Vestre Toten és un municipi situat al comtat d'Innlandet, Noruega. Té 13.180 habitants (2016) i té una superfície de km². El centre administratiu del municipi és el poble de Raufoss. Els altres assentaments del municipi són Eina, Reinsvoll, i Bøverbru.
El municipi limita amb Østre Toten a l'est, amb Gjøvik al nord, amb Gran al sud i amb Søndre Land a l'oest. La muntanya més alta del municipi és Lauvhøgda, amb una alçada de 722 metres. El riu Hunnselva comença al llac Einavatnet i acaba al llac Mjøsa a Gjøvik.